# Wapen van Boxmeer

Wapen van de gemeente Boxmeer (sinds 1998)

Het wapen van Boxmeer werd bij Koninklijk Besluit op 22 oktober 1998 aan de gemeente Boxmeer toegekend. Het was het derde wapen van de gemeente sinds de oprichting. Boxmeer was voor 1797 een Hoge heerlijkheid.
Op 1 januari 2022 ging de gemeente Boxmeer op in de nieuwgevormde gemeente Land van Cuijk. Hiermee verviel het wapen.

## Geschiedenis
Het wapen is een sprekend wapen dat is afgeleid van het schependomszegel zoals dat al in de achttiende eeuw werd gebruikt; het verwijst naar Jan Bok (Jan Boc van Mere), de eerste Vrije Heer van Boxmeer. Jan Bok was een ridder wiens stamslot in Meer stond, het tegenwoordige Meerbusch in Duitsland. Deze ridder bouwde rond 1300 een burcht aan De Meere, thans de slotgracht van het Kasteel Boxmeer.
Het tweede wapen is een samenvoeging van de wapens van Boxmeer (I en IV), Sambeek (II) en Beugen (III). Dit wapen werd naar aanleiding van diverse gemeentelijke herindelingen ingevoerd.
Toen in 1998 ook Vierlingsbeek aan Boxmeer werd toegevoegd is besloten het wapen weer te vereenvoudigen tot de oorspronkelijke afbeelding van de bok, ditmaal vrijstaand en met een kroon op het wapen.

## Blazoen

### Wapen van 1817

Wapen van de gemeente Boxmeer (1817 - 1962)

De beschrijving van het wapen van Boxmeer dat op 16 juli 1817 werd bevestigd, luidt als volgt:
Van keel beladen met een bok van goud.
N.B.:
- De heraldische kleuren zijn keel (rood) en goud (geel)
- Niet vermeld is dat de bok staat op een ondergrond van goud

### Wapen van 1962

Wapen van de gemeente Boxmeer (1962 - 1998)

De beschrijving van het wapen dat op 20 juni 1962 werd toegekend, luidt als volgt:
Gevierendeeld: I en IV van keel beladen met een bok, staande op een berg, alles van goud, II: gedeeld: a van goud beladen met 2 dwarsbalken van azuur en vergezeld van 8 meerlen, staande 3,2 en 3, alles van azuur; b van azuur beladen met een staande leeuw en vergezeld van 12 blokken, alles van goud, III van azuur beladen met een ploeg, waarop een kraai, alles van goud. Het schild gedekt met een gouden kroon van 3 bladeren en 2 paarlen.
N.B.:
- De heraldische kleuren van de wapens zijn: keel (rood), goud (geel) een azuur (blauw)).

### Wapen van 1998
De beschrijving van het wapen dat op 22 oktober 1998 werd toegekend, luidt als volgt:
In keel een stappende bok van goud. Het schild gedekt met een gouden kroon van drie bladeren en twee parels.

## Verwante wapens

Het wapen van Sambeek uit 1817 (in rijkskleuren)
Het wapen van Sambeek uit 1992 (in historische kleuren)
Het wapen van Beugen en Rijkevoort
Wapen van de Sint-Petrusbasiliek

## Trivia
In 2007 constateerde de Boxmeerse kunst- en cultuursocioloog Herman Jan van Cuijk dat de bok in het gemeentewapen de verkeerde poot omhooghoudt. Volgens zijn onderzoek zou de bok niet de linker-, maar de rechterpoot omhoog houden. Hij baseerde dit op bestudering van de wapens van de vroegere schepenen van Boxmeer. De gemeente had er geen behoefte aan dit te wijzigen.